# (9104) Matsuo
(9104) Matsuo est un astéroïde de la ceinture principale.

## Description
(9104) Matsuo est un astéroïde de la ceinture principale. Il fut découvert le 20 décembre 1996 à Ōizumi par Takao Kobayashi. Il présente une orbite caractérisée par un demi-grand axe de 2,78 UA, une excentricité de 0,17 et une inclinaison de 8,5° par rapport à l'écliptique.

## Compléments